# 広津藍渓
広津 藍渓（ひろつ らんけい、宝永6年5月5日（1709年6月12日） - 寛政6年11月13日（1794年12月5日））
は、筑後国久留米藩の儒者。名は省・弘恒、字は有修、通称は善蔵。

## 生涯
1709年、筑後国上妻郡福島村（現・福岡県八女市福島町）に、農家の広津弘道の子として生まれる。
儒学を久留米藩儒合原窓南、ついで江戸の服部南郭に学んだ。22歳で久留米藩下右筆に登用され、藩士子弟の教育に従事。1785年（天明5年）、藩校「講席」（のちに修道館と改称）を設立して講師を務めた。
著書に『論語問』『読書論』。
墓所ははじめ妙泉寺（久留米市中央町）、のち千栄寺（久留米市寺町）。

## 家族・親族
二男の馬田昌調は医師・戯作者で、雨香園柳浪と号した。馬田昌調の読本『朝顔日記』はのちに浄瑠璃・歌舞伎化されている。『朝顔日記』の作者が藍渓と誤り伝えられたため、久留米を訪れた歌舞伎役者は妙泉寺にあった藍渓の墓に詣でるのを恒例としていた。
外交官広津弘信は孫（昌調の子）、作家広津柳浪は曾孫にあたる。
また、医師園井東庵は甥。

## 註
1. ↑  『久留米人物誌』p.414